# South Woodham Ferrers
Pour les articles homonymes, voir Woodham et Ferrers.
South Woodham Ferrers est une ville et une paroisse civile de l'Essex, en Angleterre.